# Katie McVicar
Kate (Katie) McVicar, född Hamilton, Canada West 1856, död där 18 juni 1886, var en kanadensisk fackföreningsledare. Hon organiserade den första fackföreningen för kvinnor i Kanada.

## Biografi
Katie McVicar var dotter till en fattig skotsk plåtslagare och hans engelska maka. Hon började arbeta i fabrik i Hamilton som ung på 1870-talet för att bidra till familjens inkomst. Eftersom hon aldrig gifte sig, slutade hon heller arbeta, och fick tid att engagera sig i fackföreningsrörelsen, Knights of Labor. Hon blev möjligen medlem i Knights of Labor in Hamilton år 1882. 
Fackföreningen hade som ambition att rekrytera kvinnor, men det visade sig i början vara svårt. Katie McVicar deltog framgångsrikt i kampanjen att värva kvinnor genom en serie artiklar i rörelsens tidning signerade “A Canadian Girl”. Hon menade att samma metoder som användes för att värva män inte fungerade för kvinnor på grund av att normen ogillade att kvinnor deltog i offentligheten. Fackföreningen organiserade därför en separat och mer diskret kvinnoförening inom den ordinarie fackföreningen, och i januari 1884 kunde Kanadas första kvinnliga fackförening grundas och organisera kvinnliga textilarbetare och skomakare, med Katie McVicar som dess ledare och direktör; den delades i april i kvinnliga textilarbetares förening local assembly 3040 och kvinnliga skomakares förening Excelsior Assembly (local assembly 3179), och McVicar blev då ledare för Excelsior Assembly. Ytterligare åtta fackföreningar för kvinnor följde under 1880-talet; de första kvinnorna i Trades and Labor Congress of Canada, som började sammanträda 1886, kom alla från Knights of Labor. 
Katie McVicars död 1886 gjorde dock att den förening hon grundat under flera år fick svårt att fungera, just på grund av att dåvarande norm gjorde att de flesta kvinnor drog sig för att spela en offentlig roll.